# Aspendus
Aspendus (łac. Diœcesis Aspendiensis) – stolica historycznej diecezji w Cesarstwie Rzymskim (prowincja Pamfilia), współcześnie w Turcji. Wzmianki o biskupach pochodzą z IV–VIII wieku. Od XX wieku katolickie biskupstwo tytularne. Od 1967 nie posiada biskupa.

## Biskupi tytularni
| Lp. | Biskup                   | Od               | Do               |
| --- | ------------------------ | ---------------- | ---------------- |
| 1   | Louis-Elisée Fatiguet CM | 24 lutego 1911   | 12 lutego 1931   |
| 2   | Alfonso Ferroni OFM      | 28 stycznia 1932 | 11 kwietnia 1946 |
| 3   | Joseph-Paul Futy MS      | 13 lutego 1947   | 12 sierpnia 1956 |
| 4   | John Fergus O’Grady OMI  | 19 grudnia 1955  | 13 lipca 1967    |